# Lothar Franz von Schönborn
Lothar Franz von Schönborn-Buchheim (Steinheim am Main, 4 de octubre de 1655 - Maguncia, 30 de enero de 1729) fue un noble y eclesiástico católico alemán, miembro de la casa de Schönborn que se desempeñó como  príncipe-obispo de Bamberg (1693-1729) y arzobispo-elector de Maguncia (1695-1729). Se impuso durante su mandato como jefe del Círculo electoral del Rin y fue un apoyo seguro de los Habsburgo contra Francia. Como arzobispo de Maguncia, le correspondía ser archicanciller del Sacro Imperio Romano Germánico, jugando un activo papel en la elección en 1711 del nuevo emperador Carlos VI. Como archicanciller imperial, pudo ejercer cierta influencia en la corte vienesa a través de su sobrino y vicecanciller imperial Friedrich Karl von Schönborn-Buchheim y también defendió las instituciones imperiales existentes contra el cambio.
Lothar Franz es recordado como gran constructor, habiendo encargado varios palacios barrocos que aún se conservan, como la Nueva Residencia (1697-1703) de Bamberg, obra de J.L. Dientzenhofer, arquitecto de la corte, y el palacio de Weissenstein en Pommersfelden (1711-1718), obra de Johann Dientzenhofer, hermano del anterior al que sucedió como arquitecto de la corte a su muerte en 1707.

## Biografía

### Familia

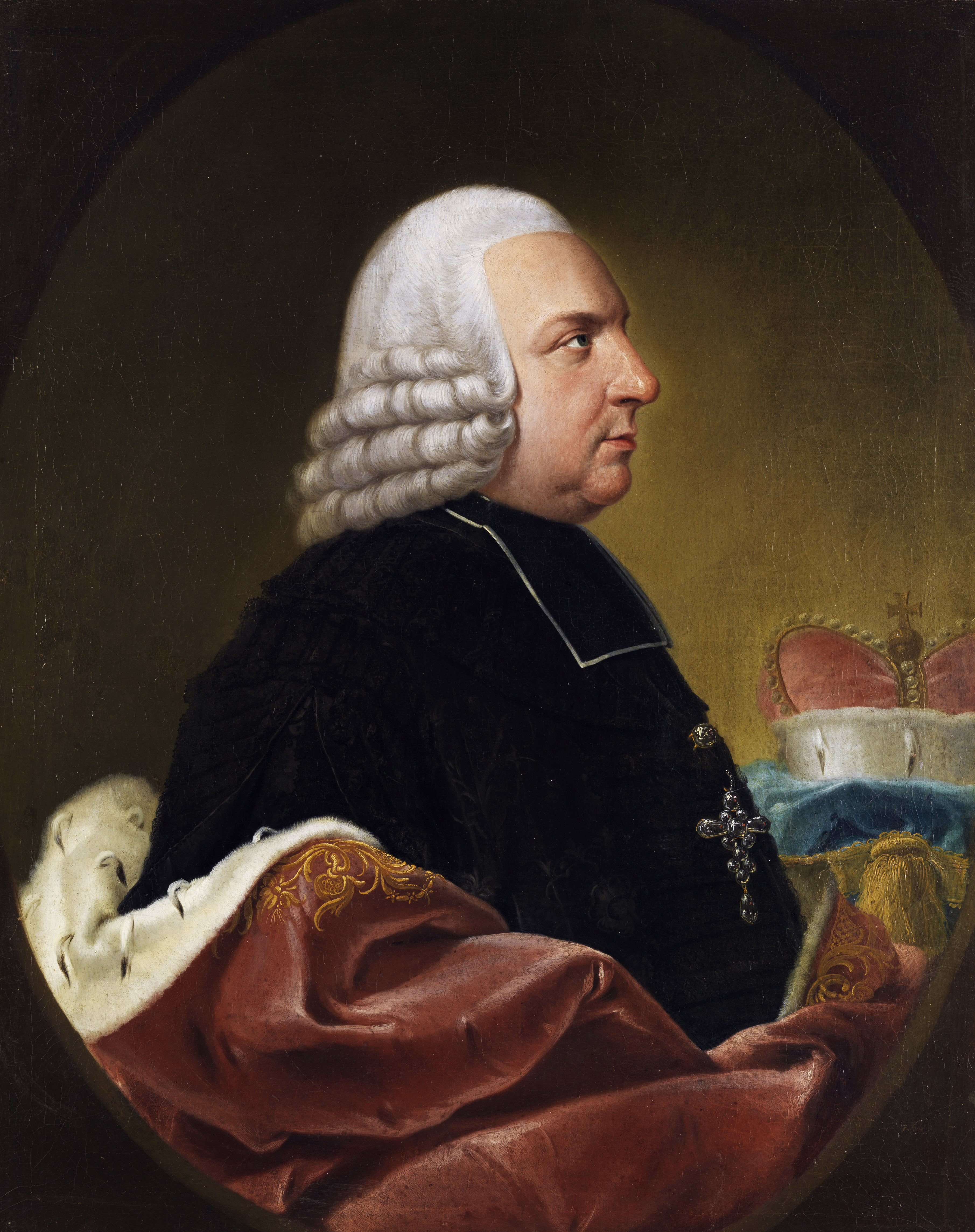
Retrato de Lothar Franz von Schönborn (1655–1729) atribuido a Johann Jakob Ihle (1702-1774)

Lothar Franz nació en Steinheim am Main, ahora un suburbio de Hanau, el 4 de octubre de 1655, hijo del conde Philipp Erwein von Schönborn (1607-1668) y de Maria Ursula von Greiffenclau-Vollraths. Era sobrino de Johann Philipp von Schönborn, arzobispo de Maguncia desde 1647 hasta 1673, y sobrino nieto de Georg Friedrich von Greiffenklau (1573-1629), arzobispo de Maguncia desde 1626 hasta 1629. 
Además, fue tío de la rama de Schönborn-Buchheim, que entre sus descendientes contó con los obispos (príncipes) Johann Philipp Franz von Schönborn (1673-1724), Friedrich Carl von Schönborn (1674-1746), el cardenal Damian Hugo Philipp von Schönborn-Buchheim (1676-1743) y Franz Georg von Schönborn (1682-1756).

### Primeros años
Recibió su educación en el colegio jesuita de Aschaffenburg. En 1665, Lothar Franz fue nombrado Domizellar (canónigo) de la catedral de Wurzburgo y en 1667 en el mismo puesto en la catedral de Bamberg. Recibió un  título de prebendado de la catedral de Maguncia en 1674. Realizó su Grand Tour por los Países Bajos, Francia e Italia. Completó su Biennium (periodo de dos años de preparación) de 1673 a 1675 en Viena. Durante esa época también mantuvo una actitud fundamentalmente proimperial. 
Fue nombrado canónigo de Bamberg en 1681 y de Wurzburgo en 1683. Realizó diversas misiones diplomáticas para el obispo de Bamberg y fue nombrado presidente de la Sala de la Corte. En 1689 se convirtió en Scholastikus (escolástico, maestro de escuela) y custodio en Bamberg y canónigo de Maguncia. Siendo todavía canónigo, ya influyó en el diseño artístico del castillo de Gaibach en Volkach a partir de 1694. Más adelante también hizo construir un hermoso jardín para el palacio de Seehof.
El 16 de noviembre de 1693 fue elegido obispo de Bamberg.

### Elección en Maguncia
El 3 de septiembre de 1694 fue nombrado obispo coadjutor de Anselm Franz von Ingelheim en rivalidad con Francisco Luis de Neoburgo. A pesar de una recomendación contraria del emperador, sucedió a Anselm Franz haciendo su entrada triunfal en la ciudad el 30 de abril de 1695, aunque no fue entronizado hasta el 2 de mayo siguiente, y consagrado a principios de noviembre del mismo año. Aunque personalmente era bastante piadoso, limitó su actividad sacerdotal a acontecimientos destacados. Las reformas eclesiásticas y litúrgicas iniciadas por sus predecesores continuaron durante el mandato de Schönborn.
Durante su mandato, el emperador y el papa prohibieron las capitulaciones electorales, de las que obtuvo una dispensa papal para Maguncia. Sin embargo, Lothar Franz incumplió en ocasiones las disposiciones de las capitulaciones electorales y usurpó los derechos del cabildo de la catedral de Maguncia en la prestación de beneficios y cargos, así como en la recaudación de impuestos.
Eliminó los agravios en la administración, el poder judicial y las finanzas mediante reformas que llevaron a una centralización más estricta del Estado. Es controvertido hasta qué punto se puede calificar a Lothar Franz de gobernante absolutista, especialmente en lo que respecta al cabildo catedralicio. Se dice que no gobernó de manera absolutista por razones políticas internas; otros lo ven como una personalidad poderosa y dominante. Le siguieron dos electores menos importantes de Maguncia.

### Defensor de los privilegios del círculo electoral del Rin
Nicolaus Serarius, jesuita francés e historiador eclesiástico que escribió en vida de este prelado, relata los siguientes acontecimientos: un extranjero de condición oscura, llamado Jacques de Boville, habiendo sido nombrado canónigo de la catedral de Worms por el papa Inocencio XII, fue rechazado por el cabildo que se negó a admitirlo hasta haber acreditado su nobleza de extracción, conforme a los estatutos. Boville, incapaz de cumplir esa condición, apeló al papa. El auditor Bonicusa estaba de acuerdo con él, e hizo un requerimiento al capítulo de Worms para recibirlo bajo pena de prohibición. El elector de Maguncia, en su calidad de arzobispo metropolitano, se puso del lado del capítulo de Worms y el 10 de julio de 1699 escribió una carta al papa para rogarle que anulase la sentencia del auditor y que dejase a los altos capítulos de Alemania el privilegio de admitir entre ellos sólo a nobles y alemanes. La carta surtió efecto y Boville se vio obligado a retirarse. 
A partir de 1700 creó en los terrenos de los jardines de la abadía y de la casa religiosa de la colegiata benedictina de San Albano de Maguncia un jardín en terrazas con motivos barrocos y la folie «La Favorita».

### Apoyo militar a los Habsburgo
En 1700, Lothar Franz, viendo que la guerra entre Francia y Alemania estaba a punto de reanudarse, hizo añadir nuevas fortificaciones a la ciudad de Erfurt para proteger el país de una invasión. Sucedió lo que él preveía: la elevación de Felipe de Borbón, nieto de Luis XIV, al trono de España desencadenó una guerra de sucesión entre Francia y Austria. El elector de Maguncia, adscrito a los Habsburgo, hizo todo lo posible para aumentar el número de sus partidarios. Habiendo convocado a los estados del círculo electoral del Rin en Heilbronn, les instó a confederarse para servir al emperador y al archiduque Carlos, su hijo, competidor de Felipe de Borbón. Solicitó, a través de sus diputados, a los círculos de Suabia y de Franconia que adoptasen los mismos intereses. Lo mismo intentó con el elector de Baviera. Habiendo emprendido el rey de romanos, en 1702, el asedio de la fortaleza de Landau, el arzobispo Lothar Franz le envió un cuerpo de tropas, así como alimentos y pólvora a su campamento. Landau se rindió el 10 de septiembre del mismo año.
En 1707 participó en la conversión de la princesa protestante Isabel Cristina de Brunswick-Wolfenbüttel a la fe católica: Isabel, que estaba desde 1704 destinada a ser la esposa de Carlos VI, entonces archiduque de Austria y futuro emperador, se opuso inicialmente al matrimonio aunque finalmente abrazó la religión católica, siendo el arzobispo de Maguncia quien recibió su abjuración el 1 de mayo de 1707 en la catedral de Bamberg y, en consecuencia, la reconciliación solemne con la Iglesia católica. Carlos, que en ese momento luchaba por sus derechos al trono español contra el rey Felipe V de España, residía en Barcelona, donde recibió a Isabel en julio de 1708, contrayendo ambos matrimonio allí el 1 de agosto de 1708.
En la elección de coadjutor de 1710 tuvo un importante conflicto con el cabildo catedralicio. Por intereses políticos internos, Lothar Franz quiso nombrar coadjutor a un familiar para dar estabilidad a su sistema de gobierno. El cabildo catedralicio, por su parte, nominó el 5 de noviembre de 1710 como candidato a su canónigo Francisco Luis de Neoburgo y llevó a cabo su elección, entre otras cosas, con la ayuda papal. Por lo demás, la política de Lothar Franz tenía como objetivo reconstruir el estado electoral, que había sido gravemente afectado por las guerras de conquista de Luis XIV contra el Palatinado (1688-1697) y la guerra de sucesión española.  
La muerte del emperador José, ocurrida el 17 de abril de 1711, dio al arzobispo Lothar Franz la oportunidad de desplegar sus talentos durante el interregno de seis meses que siguió a ese evento. En su calidad de archicanciller, convocó la dieta electoral, pero no dirigió su carta de convocatoria ni al elector de Colonia, ni al de Baviera, porque ambos habían sido desterrados del imperio. Ambos protestaron contra las futuras elecciones. La Dieta  se abrió el 25 de agosto, en Fráncfort. El elector de Maguncia volvió a demostrar su celo por la Casa de Austria: después de instar a la Dieta a rechazar las protestas de los dos electores desterrados, insistió en que la corona imperial fuera devuelta a la casa principesca, que la había poseído durante tres siglos.
«El imperio —dijo— es una hermosa esposa sin dote, cuyo mantenimiento requiere grandes dispendios, y sólo la casa de Austria está en condiciones, con sus grandes ingresos, de soportar un dispendio tan grande».
En sus representaciones, todos los votos del imperio confluyeron a favor del archiduque Carlos, que se encontraba en ese momento en España, ocupado en disputar el trono de esa monarquía a Felipe V. La elección se produjo el 12 de octubre y fue el mismo elector de Maguncia quien lo coronó en la catedral de Fráncfort el 23 de diciembre de 1711. Ese fue el punto culminante de la obra de Lothar Franz, que fue recompensado por su lealtad por Carlos con 100.000 florines con los que inició la construcción del palacio de Weissenstein en Pommersfelden, un palacio barroco con la galería de arte privada más grande de Alemania, todavía hoy propiedad de la familia Schönborn. También construyó la Nueva Residencia de los obispos en Bamberg (1697-1703) y el castillo Favorita en Maguncia (1700-1722).

### Fin del conflicto con Francia
Durante las conferencias preliminares de Gertruidenberg (cerca de Utrecht) en 1712, el elector de Maguncia se mostró más ardiente que nunca en insuflar el espíritu de guerra en el círculo electoral del Rin; también reforzó las fortificaciones de Maguncia. Pero el éxito no cumplió con sus expectativas y se entristeció al ver a Francia recuperarse hasta la Paz de Rastatt, concluida el 6 de marzo de 1714. A partir de esa fecha, se preocupó únicamente del cuidado de su diócesis de Maguncia. En 1721 fundó un hospital en Maguncia, del que puso la primera piedra el 15 de noviembre, y al que dotó generosamente. Esa ciudad le debe varios embellecimientos. 
En 1726, Carlos VI, en agradecimiento por su apoyo político y militar al haberle enviado tropas para derrotar a Francisco II Rákóczi, le concedió una de las propiedades confiscadas a este en el reino de Hungría (hoy parte de Ucrania), el castillo de Palanok con los alrededores de Mukacheve y Chynadiyovo, una de las mayores fincas de la Europa del Este, compuesta por 4 ciudades y 200 aldeas que comprendían una superficie total de 2400 km². Un año más tarde, tras la muerte de Lothar Franz, esa herencia húngara pasó a su sobrino Friedrich Karl von Schönborn-Buchheim y permaneció en posesión de la familia Schönborn hasta bien entrado el siglo XX.
Lothar Franz von Schönborn murió el 30 de enero de 1729 en Maguncia, a la edad de 74 años. Fue enterrado en la capilla Schönborn de la catedral de Wurzburgo.

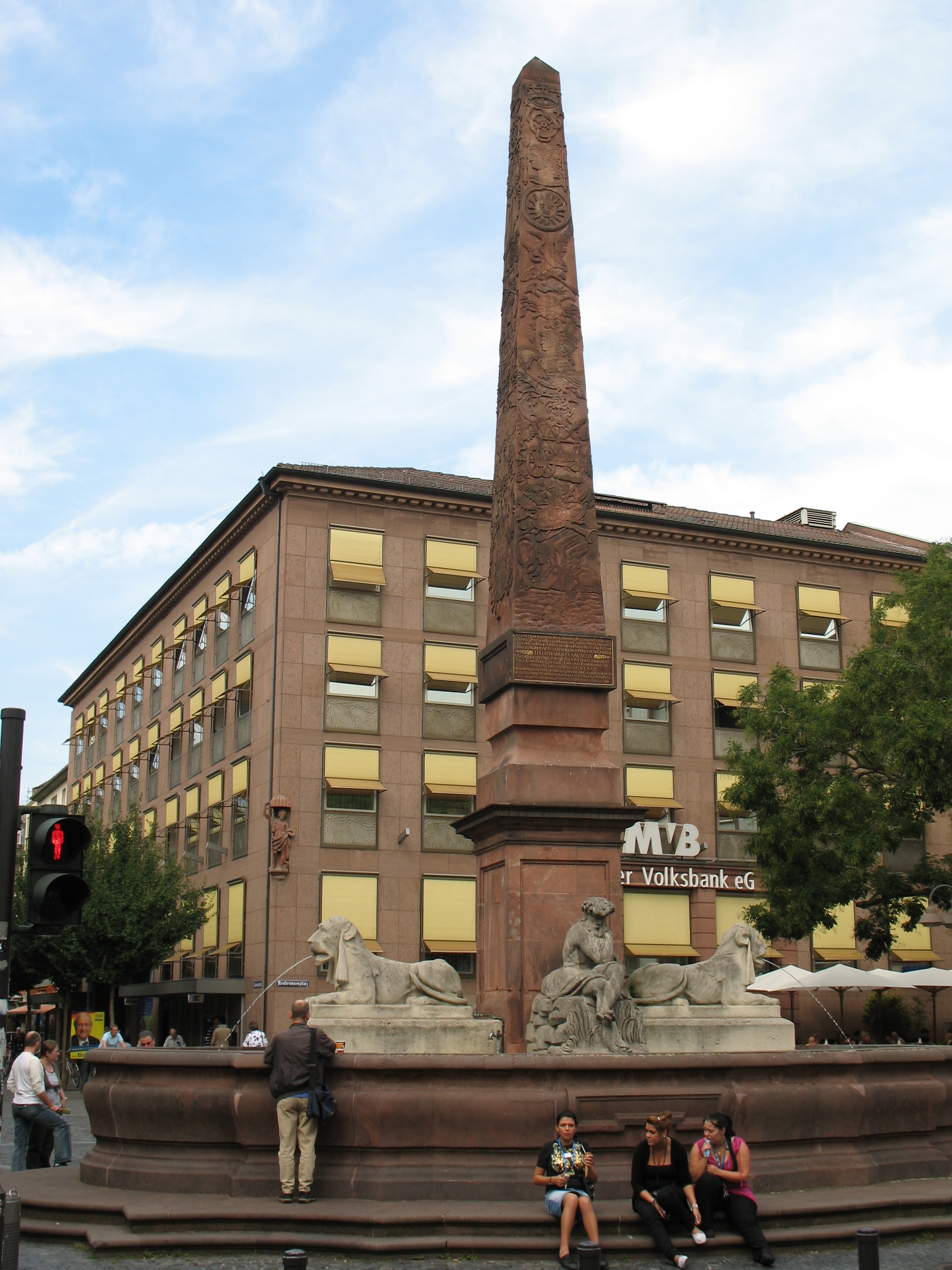
Nueva fuente en Maguncia, construida en 1726 bajo el arzobispo Lothar Franz

## Edificios
Lothar Franz von Schönborn fue, como más tarde sus sobrinos, un importante constructor. Tras el final de la guerra de los Treinta Años, entre 1655 y 1675, su tío, el arzobispo elector Johann Philipp (1605-1673) ya había dispuesto la fortaleza de Maguncia con 16 bastiones, que formaban un cinturón en forma de estrella alrededor de la ciudad, y amplió la ciudadela de Maguncia como oficina del comandante. Durante la guerra de sucesión española, Lothar Franz hizo que el maestro constructor de fortalezas Johann Maximilian von Welsch construyera un segundo anillo de fortines alrededor de la ciudad de Maguncia, con cinco fuertes al frente (1710-1730). Welsch también participó en la construcción de un palacio de recreo, «Lustschloss Favorite», cerca de Maguncia (1700-1722), completamente destruido en el Asedio de Maguncia en 1793 durante las guerras napoleónicas. Asimismo Welsch amplió la gobernación electoral de Maguncia en Erfurt a un complejo de cuatro alas (1713-1720). Johann Baptist Ferolski construyó el Rochusspital en Maguncia entre 1721 y 1729. Entre 1721 y 1728 se construyó el Jägersburg (Eggolsheim) como pabellón de caza según los planos de Anselm Franz von Ritter zu Groenesteyn.
Pero, sobre todo, fueron los hermanos Dientzenhofer los que dejaron su impronta y se convirtieron en los arquitectos de la corte de Lothar Franz: Leonhard Dientzenhofer diseñó la Nueva Residencia en Bamberg y varios monasterios de 1697 a 1703 y Johann Dientzenhofer diseñó el palacio de Weißenstein en Pommersfelden de 1711 a 1718, este último como residencia de campo privada, que hasta el día de hoy pertenece al conde Schönborn de Wiesentheid. Allí se puede visitar también la biblioteca de Lothar Franz, así como la colección privada de pintura barroca más grande de Alemania, con más de 600 objetos expuestos, entre ellos pinturas de van Dyck, Rubens, Brueghel, Giordano, Tiziano, Artemisia Gentileschi y Durero. Desde 1700, Lothar Franz von Schönborn impulsó la transformación barroca de Bamberg mediante exenciones fiscales específicas.

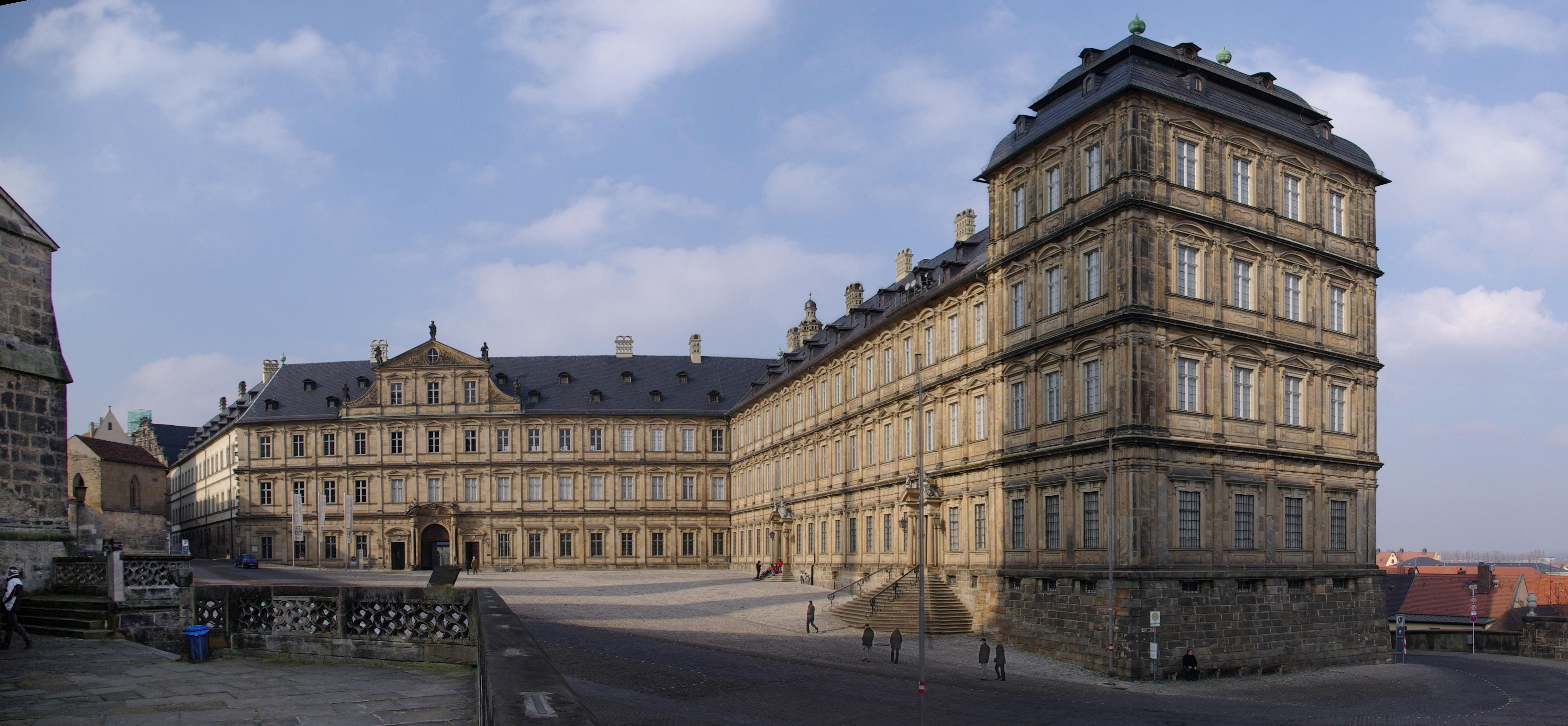
Nueva Residencia (1697-1703) de Bamberg, obra de J.L. Dientzenhofer
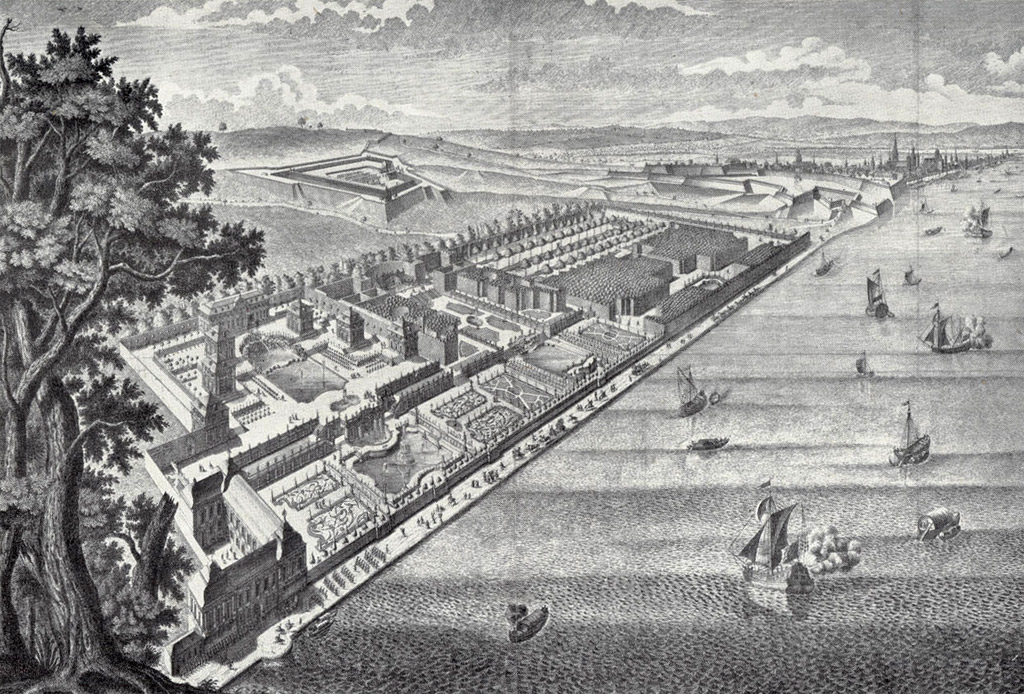
Lustschloss Favorite (Maguncia) (1700-1722) en Maguncia
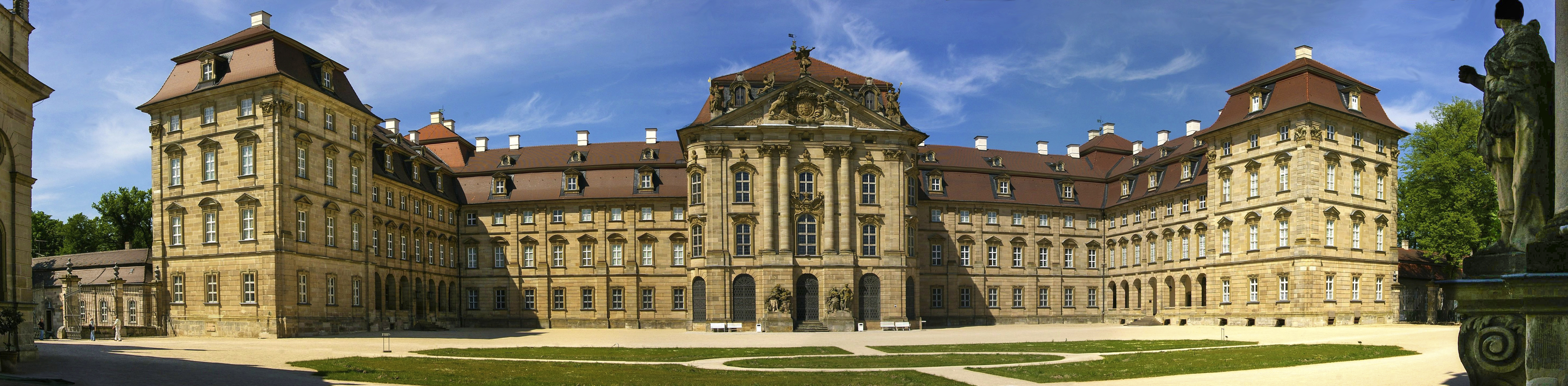
Palacio de Weissenstein (1711-1718) en Pommersfelden
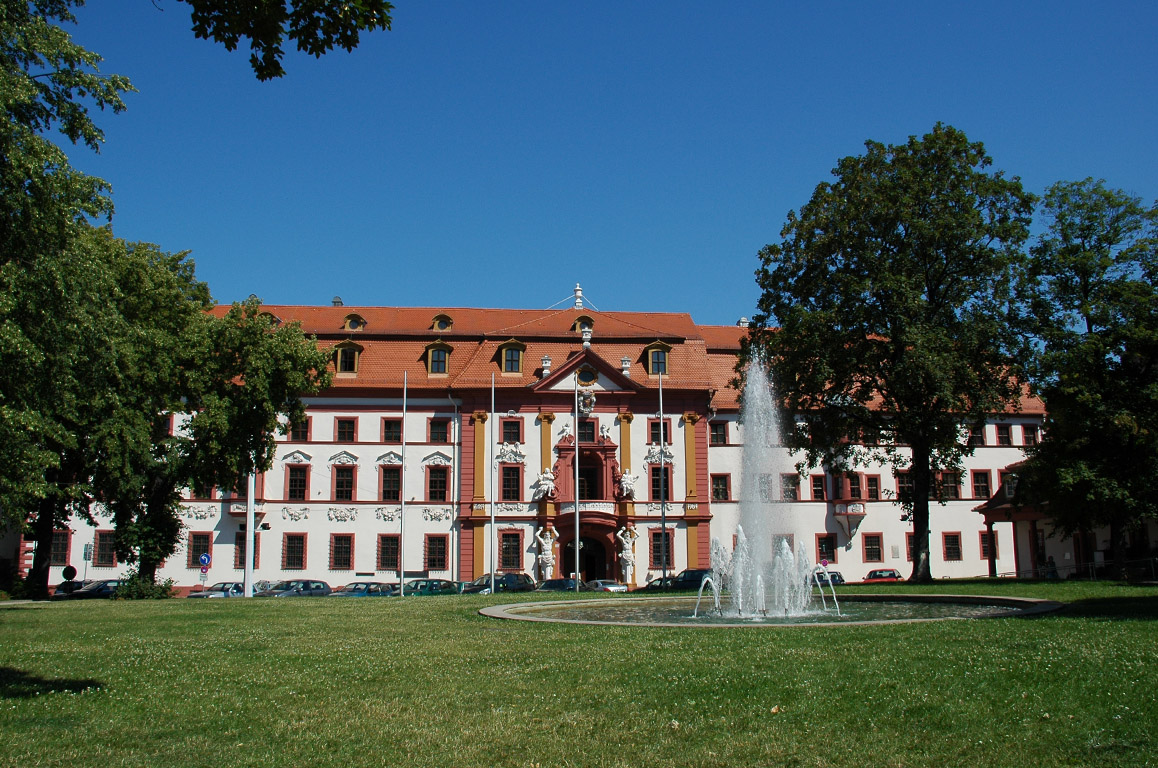
Kurmainzische Statthalterei en Erfurt, ampliada en 1713-1720
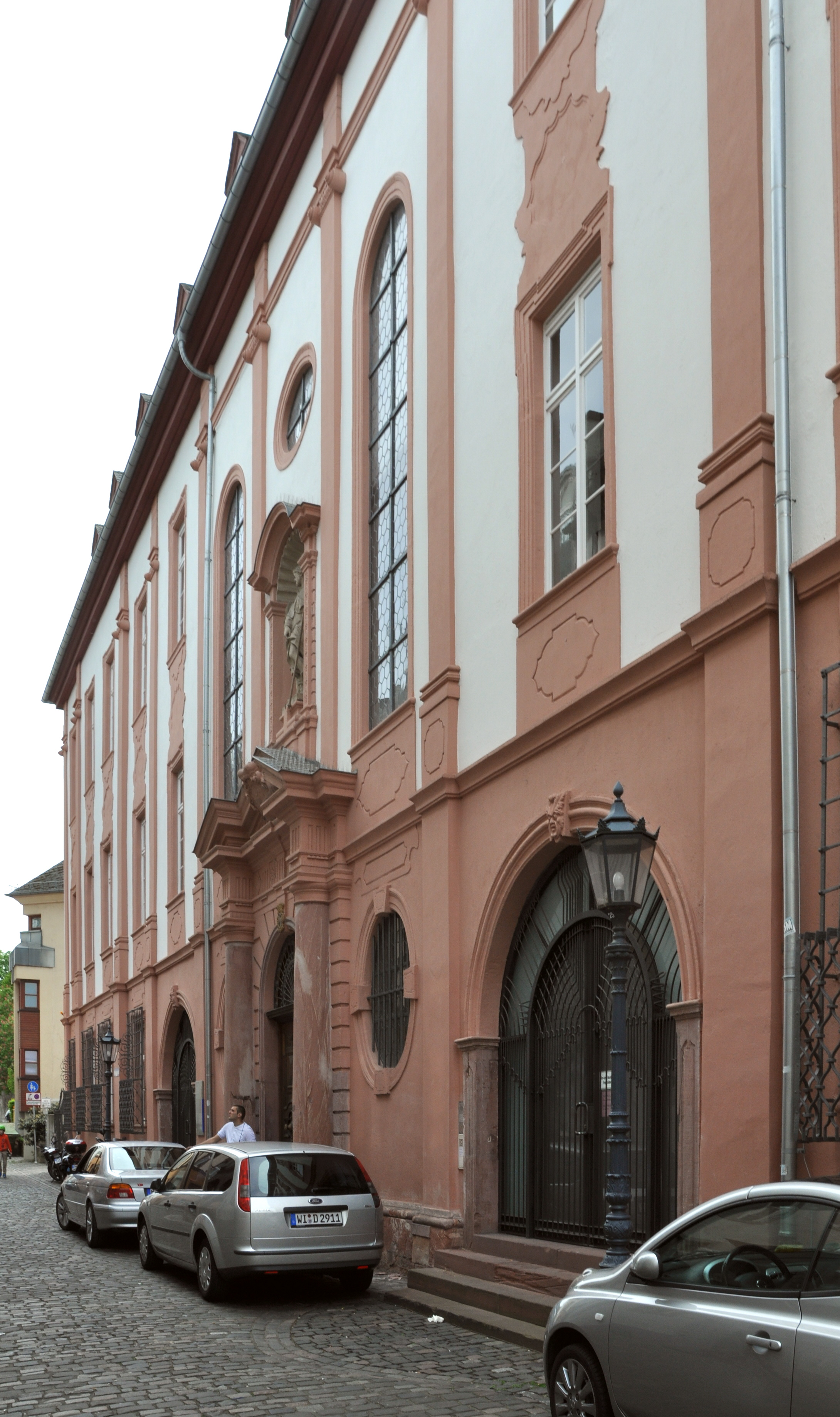
Rochusspital (1721-1729) de Maguncia
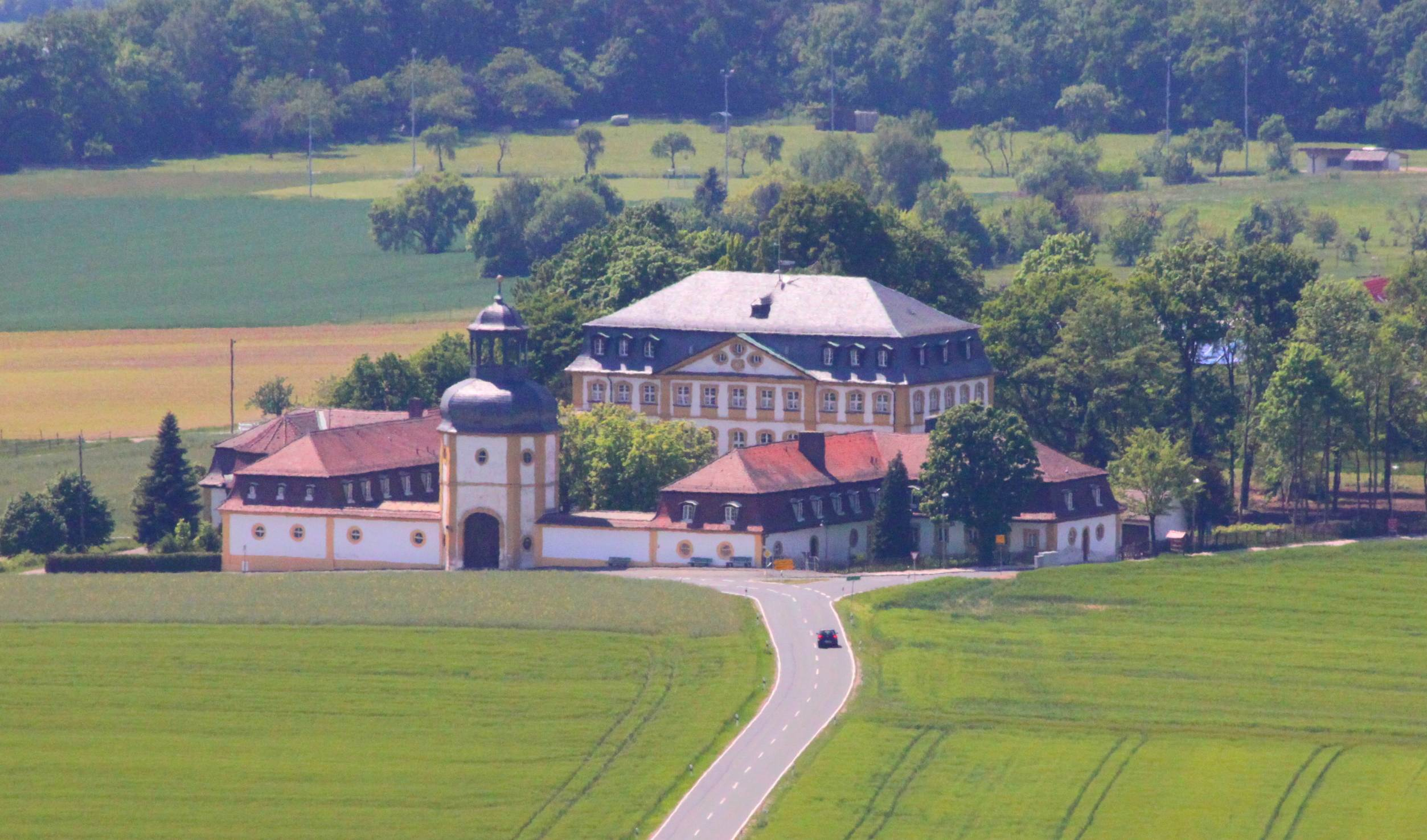
Jägersburg (Eggolsheim) (1721-1728)

## Reconocimientos
En el casco antiguo de Maguncia, la Schönbornstraße lleva su nombre. En el distrito de Steinheim de Hanau, la Schönbornstraße lleva el nombre de la familia Schönborn.